# 諸寄漁港
諸寄漁港（もろよせぎょこう）は、兵庫県美方郡新温泉町にある港で漁港漁場整備法（昭和25年5月2日法律第137号）第1章第5条に規定する第2種漁港である。

## 概要
- 所在地 - 兵庫県美方郡新温泉町諸寄
- 管理者 - 兵庫県
- 漁業協同組合 - 浜坂
- 組合員数 -
- 漁港番号 - 3220070

## 沿革
- 1952年（昭和27年）12月29日 - 第2種漁港に指定

## 主な魚種
- イカ類
- カニ
- カレイ

## 主な漁業
- 沖合底びき網漁業
- 沖合いかつり漁業
- 沿岸いかつり漁業
- 一本釣り漁業
- 定置網漁業
- 採貝藻漁業